# Tsujigiri
Tsujigiri (em japonês: 辻 斬 り, ou 辻 斬, transl. tsuji-giri, lit. "matança pelas ruas") é a prática dum samurai, logo após receber uma nova espada katana ou desenvolver um novo estilo de luta ou arma, de testar a sua eficácia atacando um oponente humano. Geralmente, um pedestre indefeso e durante a noite. Os próprios praticantes também eram referidos como "tsujigiri."
Na era medieval, o termo era utilizado para duelos tradicionais entre samurais. No período Sengoku (1467-1600), a anarquia generalizada causou a degradadação do termo a simples assassinato indiscriminado permitido pelo poder irrestrito dos samurais. Pouco após a ordem ser restaurada, o governo Edo proibiu a prática em 1602. Delinquentes receberiam pena capital. 
O único incidente no qual um grande número de pessoas foram assassinadas no período Edo foi a matança de Yoshihara, em 1696 (吉 原 百 人 斬). Um senhor rico chamado Yoshihara teve um ataque psicótico e matou dezenas de prostitutas com uma katana. Ele foi tratado pelas autoridades como um assassino em série e condenado à morte. Mais tarde, uma peça de teatro kabuki foi feito sobre o incidente.